# Can Garbells
Can Garbells és una masia de Folgueroles (Osona) inclosa a l'Inventari del Patrimoni Arquitectònic de Catalunya.

## Descripció
Es tracta d'una masia de planta rectangular (10 x 12mts) coberta a dues vessants amb el carener perpendicular a la façana, la qual es troba orientada a migdia. Consta de planta baixa, primer pis i golfes. La façana presenta un portal d'arc rebaixat i una finestra a cada costat, al primer pis s'obren dos balconets units per un pilar i una finestra a cada costat, a les golfes, sota el carener hi ha una petita finestreta. A la part esquerra s'hi adossa un cos mig derruït. A la resta de l'edifici s'hi obren petites finestres. Els materials constructius: gres bast unit amb morter de calç i totxo cuit a les obertures i escaires del pis superior. A la planta, les obertures i els escaires són de gres de gra gruix de color blanquinós. L'estat de conservació és mitjà.
Consta d'una cabana de planta rectangular (7 x 4mts) coberta a dues vessants amb el carener perpendicular a la façana la qual està situada a ponents. Es troba assentada sobre el desnivell per la part de llevant. Els murs són de pedra fins a arribar al nivell del marge, a partir del qual s'aixequen els pilars de totxo que junt amb unes bigues de fusta aguanten el teulat (que es trobava molt deteriorat). El portal és un gran arc en forma d'ogiva i l'arrencada de l'arc és de pedra, però la part més apuntada d'aquest és de totxo cuit. A sobre s'hi assenta un petit pilar sobre el qual descansa el carener. Els materials constructius: pedra basta unida amb morter de calç, totxo cuit i pedra ben escairada a la base. L'estat de conservació és dolent.

## Història
Per la tipologia i els materials emprats constructius dedueixen que feu construïda al segle xx. No obstant, no es disposa de cap dada que permeti datar-la amb precisió.